# Redington Shores
Redington Shores é uma vila localizada no estado americano da Flórida, no condado de Pinellas. Foi incorporada em 1955.

## Geografia
De acordo com o United States Census Bureau, a vila tem uma área de 3 km², onde 0,8 km² estão cobertos por terra e 2,2 km² por água.

### Localidades na vizinhança
O diagrama seguinte representa as localidades num raio de 8 km ao redor de Redington Shores.

## Demografia
Segundo o censo nacional de 2010, a sua população é de 2 121 habitantes e sua densidade populacional é de 2 481,6 hab/km². Possui 1 987 residências, que resulta em uma densidade de 2 324,8 residências/km².